# Homola ikedai
Homola ikedai är en kräftdjursart som beskrevs av Sakai 1979. Homola ikedai ingår i släktet Homola och familjen Homolidae. Inga underarter finns listade i Catalogue of Life.